# 宽苞棘豆
宽苞棘豆（学名：Oxytropis latibracteata），为豆科棘豆属下的一个植物种。